# Pan & vùng đất Neverland
Pan & vùng đất Neverland (tiếng Anh: Pan) là một bộ phim kỳ ảo gia đình của Mỹ 2015 do Joe Wright đạo diễn và Jason Fuchs viết kịch bản. Phim có sự tham gia của Hugh Jackman, Garrett Hedlund, Rooney Mara và Amanda Seyfried, với Levi Miller thủ vai nhân vật chính. Phim ra mắt toàn cầu tại Luân Đôn, Anh vào ngày 20 tháng 9 năm 2015, và được phát hành rạp tại Hoa Kỳ ngày 9 tháng 10 năm 2015 bởi Warner Bros. Pictures, cùng ngày khởi chiếu tại Việt Nam.

## Nội dung
Peter mới sinh bị mẹ Mary bỏ lại trước cửa một trại trẻ mồ côi ở London, chỉ để lại cho cậu một mặt dây chuyền hình sáo Pan bí ẩn. Nhiều năm sau, trong Chiến tranh Thế giới thứ hai, khi biết được Mẹ Barnabas tàn nhẫn đang tích trữ lương thực và của cải cho riêng mình, Peter và người bạn thân Nibs tìm cách ăn trộm lương thực để chia cho các trẻ mồ côi. Trong quá trình này, họ phát hiện một bức thư do mẹ Peter để lại, trong đó bà bày tỏ tình yêu và hứa rằng họ sẽ gặp lại nhau "ở thế giới này hoặc một thế giới khác".
Mẹ Barnabas triệu tập bọn hải tặc, những kẻ bắt cóc Peter, Nibs và các trẻ mồ côi khác. Nibs may mắn chạy thoát, nhưng Peter bị đưa lên một con tàu hải tặc bay. Sau một trận chiến trên không với các máy bay Spitfire, con tàu đến Neverland, nơi những đứa trẻ bị ép khai thác Pixum – một loại Bụi Tiên kết tinh – cho thuyền trưởng hải tặc Blackbeard, kẻ sử dụng nó để giữ mình trẻ mãi không già.
Bị cánh tay phải của Blackbeard, Bishop, bắt giữ, Peter gặp một thợ mỏ khác tên là James Hook. Sau khi xúc phạm bọn hải tặc, Peter bị ép bước lên ván nhảy xuống mỏ sâu, nhưng cậu sống sót bằng cách bay lên. Blackbeard nói với Peter về lời tiên tri của bộ tộc thổ dân rằng một cậu bé biết bay sẽ lãnh đạo cuộc khởi nghĩa tiêu diệt hắn, nhưng Peter không tin vào "những câu chuyện cổ tích".
Peter tham gia cùng Hook và đồng minh của anh ta, Sam "Smee" Smiegel, để đánh cắp một con tàu bay và trốn thoát vào rừng. Quyết tâm tìm mẹ, Peter từ chối rời Neverland. Họ bị công chúa Tiger Lily bắt giữ và suýt bị hành quyết, nhưng tù trưởng Great Little Panther nhận thấy mặt dây chuyền của Peter – một biểu tượng thuộc về người hùng vĩ đại nhất của bộ tộc, huyền thoại Pan.
Dưới Cây Ký Ức, Tiger Lily tiết lộ với Peter rằng nhiều năm trước, khi người thổ dân và tiên hợp sức chống lại bọn hải tặc, Hoàng tử Tiên và Mary, tình yêu của Blackbeard, đã phải lòng nhau. Khi Blackbeard phát hiện ra, Hoàng tử Tiên hy sinh bản thân để cứu Mary, vì tiên chỉ có thể sống dưới hình dạng con người trong một ngày. Mary buộc phải giấu Peter ở thế giới loài người và tìm nơi trú ẩn trong Vương quốc Tiên. Vì mang dòng máu lai tiên, Peter có khả năng bay, nhưng cậu chưa thể làm được vì thiếu niềm tin.
Do lo sợ Blackbeard, Smee phản bội và tiết lộ vị trí bộ tộc. Trong trận chiến, Blackbeard bắn chết tù trưởng Great Little Panther và tiết lộ hắn đã giết Mary. Peter đau đớn khi biết Tiger Lily đã nói dối về việc mẹ cậu còn sống, nhưng cô giải thích rằng nếu cậu biết sự thật, cậu sẽ từ bỏ vận mệnh của mình.
Peter, Hook và Tiger Lily trốn thoát trên một chiếc bè để tìm sự giúp đỡ từ Vương quốc Tiên. Họ bị một con cá sấu khổng lồ tấn công và Peter suýt bị ăn thịt, nhưng được các nàng tiên cá cứu. Tiger Lily cho Peter thấy hình ảnh Blackbeard vô tình giết Mary khi bà bảo vệ Vương quốc Tiên, tiết lộ rằng Mary là một chiến binh vĩ đại và chính bà đã huấn luyện Tiger Lily.
Hook rời đi trên một con tàu bị bỏ hoang để tìm đường về nhà, trong khi Peter và Tiger Lily đến Vương quốc Tiên, nhưng bị Blackbeard phục kích. Blackbeard sử dụng mặt dây chuyền của Peter để mở cánh cổng của Vương quốc Tiên, lên kế hoạch dùng Pixum để sống bất tử.
Peter trốn thoát và gặp nàng tiên Tinker Bell. Hook quay lại, đấu với Bishop, trong khi Tiger Lily chiến đấu với Blackbeard. Khi con tàu nghiêng, Hook và Bishop rơi xuống vực. Peter chế ngự nỗi sợ hãi, bay lên cứu Hook, rồi dẫn đầu đội tiên tấn công bọn hải tặc để cứu Tiger Lily. Blackbeard và thuộc hạ bị đẩy xuống vực sâu, chỉ có Smee kịp bỏ trốn.
Peter nhìn thấy hình ảnh của Mary, bà khẳng định rằng cậu chính là vị cứu tinh của Neverland – Peter Pan.
Peter, Tiger Lily và Hook – giờ là thuyền trưởng của Jolly Roger – trở về London để giải cứu Nibs và các trẻ mồ côi khác, đưa họ đến Neverland và trở thành Những Cậu Bé Lạc Lối.
Trong khi Hook và Tiger Lily bắt đầu nảy sinh tình cảm, Peter và Hook cam kết tình bạn của họ sẽ mãi mãi bền chặt, chắc chắn rằng sẽ không có chuyện gì xấu xảy ra giữa họ.

## Diễn viên
- Levi Miller trong vai Peter Pan
- Garrett Hedlund trong vai James Hook
- Hugh Jackman trong vai Blackbeard
- Rooney Mara trong vai Tiger Lily
- Adeel Akhtar trong vai Sam "Smee" Smiegel
- Kathy Burke trong vai Mẹ Barnabas
- Nonso Anozie trong vai Bishop
- Amanda Seyfried trong vai Mary
- Jack Charles trong vai Tù trưởng Great Little Panther
- Lewis MacDougall trong vai Nibs
- Bronson Webb trong vai Steps
- Na Tae-joo trong vai Kwahu
- Cara Delevingne trong vai các nàng tiên cá